# The Fast and the Furious (игра, 2006)
The Fast and the Furious — гоночная игра 2006 года, разработанная Eutechnyx и изданная Namco Bandai Games для PlayStation 2 и PlayStation Portable. Игра основана на серии фильмов «Форсаж», в частности, на третьем фильме «Тройной форсаж: Токийский дрифт».

## Игровой процесс
Игроки участвуют в гонках по скоростной автомагистрали Сюто (Ванган) или горным дорогам (Тоугэ). Помимо гонок, игроки могут участвовать в тематических соревнованиях: на магистрали Сюто — на наибольший разгон, а на горных дорогах — на дрифт. Вдоль дорог расположены точки, на которых можно начать гонку или посетить автосалон. Всего в игре восемь дилерских центров: Nissan, Mitsubishi, Mazda, Honda, Toyota, Subaru, Lexus и военная база США. Также на карте расположены тюнинг-сервисы, на которых можно улучшить характеристики автомобиля или изменить его внешний вид.

## Разработка
В 2003 году Universal Interactive объявила, что The Fast and the Furious разрабатывается студией Genki, и продемонстрировала демоверсию игры на выставке E3 2003. Рекламный трейлер был включен в качестве одного из бонусных материалов на DVD «Двойного форсажа». Однако эта игра была отменена после того как Universal Interactive прекратила существование как отдельный издатель.
Позднее была выпущена другая игра, разработанная Eutechnyx по лицензии киностудии. Она считается духовным преемником Street Racing Syndicate 2004 года, которая также была разработан Eutechnyx и издана Namco.

## Отзывы
| Сводный рейтинг                    | Сводный рейтинг | Сводный рейтинг |
| Издание                            | Оценка          | Оценка          |
| Издание                            | PS2             | PSP             |
| ---------------------------------- | --------------- | --------------- |
| GameRankings                       | 57,52 %         | 55 %            |
| Metacritic                         | 59/100          | 58/100          |
| Иноязычные издания                 |                 |                 |
| Издание                            | Оценка          | Оценка          |
| Издание                            | PS2             | PSP             |
| EGM                                | 4,5/10          | N/A             |
| Eurogamer                          | 5/10            | N/A             |
| Game Informer                      | 6/10            | N/A             |
| GameSpot                           | 6,6/10          | 6/10            |
| GameSpy                            | [ 12 ]          | N/A             |
| GameZone                           | 7,4/10          | N/A             |
| IGN                                | 6,6/10          | 6,2/10          |
| OPM                                | 5/10            | N/A             |
| Detroit Free Press                 | [ 17 ]          | N/A             |
| Digital Spy                        | [ 18 ]          | N/A             |
| PlayStation: The Official Magazine | 6/10            | N/A             |

Игра была встречена неоднозначно. GameRankings и Metacritic дали соответственно 58 % и 59 из 100 баллов версии для PlayStation 2, и 55 % и 58 из 100 баллов версии для PSP.